# Als de ziele luistert
Als de ziele luistert is een van de bekendste gedichten van Guido Gezelle. Het is geschreven in 1859 en uitgebracht in de bundel XXXIII Kleengedichtjes.

## Tekst
Als de ziele luistert
spreekt het al een taal dat leeft,
't lijzigste gefluister
 ook een taal en teeken heeft:
blâren van de boomen
kouten met malkaar gezwind,
baren in de stroomen
klappen luide en welgezind,
wind en wee en wolken,
 wegelen van Gods heiligen voet,
 talen en vertolken
't diep gedoken Woord zoo zoet..
als de ziele luistert!
1859
Uit: Driemaal XXXIII kleengedichtjes

## Achtergrond
Gezelle was nog geen dertig toen hij dit korte gedicht schreef. Hij nam het op als het zevende van de eerste reeks van 33 'kleengedichtjes' die hij in 1862 publiceerde, als supplement aan de dichtbundel Gedichten, Gezangen en Gebeden.
Het gedicht is door Lodewijk Mortelmans op muziek gezet.